# HD197508
HD197508 — хімічно пекулярна зоря спектрального класу A2, що має видиму зоряну величину в смузі V приблизно  6,2.
Вона  розташована на відстані близько 277,1 світлових років від Сонця.